# Гней Октавій (консул 87 року до н. е.)
Гней Окта́вій (140/138 — 87 до н. е.) — політичний, державний та військовий діяч пізньої Римської республіки, консул 87 року до н. е.

## Життєпис
Походив з роду нобілів Октавіїв. Син Гнея Октавія, консула 128 року до н. е.
У 100 до н. е. взяв участь у придушенні руху Луція Аппулея Сатурніна.
У 90 до н. е. його обрано претором. Надалі брав участь у Союзницькій війні, під час якої затоваришував з Луцієм Корнелієм Суллою. Після захоплення останнім у 87 до н. е. Риму Гнея Октавія обрано консулом разом з Луцієм Корнелієм Цинною.
Після відправлення Сулли на війну проти Мітридата VI, царя Понту, Цинна виступив проти політичної системи, встановленої сулланцями у Римі. Проти цього виступив Октавій, який змусив Цинну втекти. Незабаром на допомогу Цинні прийшли раніше вигнані з Риму Гай Марій, Квінт Серторій, Гней Папірій Карбон, лідери самнитів.
У свою чергу Гней Октавій покликав на допомогу Гнея Помпея Страбона та Квінта Цецилія Метелла Пія. Після об'єднання з цим військовиками, сулланці стали активно захищати Рим. Проте зрештою були розбиті й вимушені були підкоритися Луцію Цинні та Гаю Марію. Сам Октавій отримав обіцянки особистої безпеки, але все ж таки був страчений за наказом Гая Марція Цензоріна.

## Родина
- Луцій Октавій, консул 75 до н. е.